# Tijn Wybenga
Tijn Wybenga  (* 1993) ist ein niederländischer Jazzmusiker (Piano, Keyboards, Komposition).

## Leben und Wirken
Wynbenga wuchs in einer musikbegeisterten Familie in Hoorn auf. Im Alter von sieben Jahren begann er mit dem Klavierspiel. Im Alter von 15 Jahren trat er als Pianist in das Junior Jazz College am Konservatorium von Amsterdam ein. Im Alter von 18 Jahren begann er dort sein Bachelor-Studium in den Fächern Komposition und Dirigieren,  das er 2016 absolvierte.
Wybenga gehörte zunächst als Pianist zum Jazzquartett Aurelio Project und zur instrumentalen Powerfunk-Band Circo Simonelli, die auch seine Kompositionen aufführten. Außerdem war er als Pianist bei Wicked Jazz Sounds tätig. Schon als Student arrangierte und transkribierte er für Projekte in Zusammenarbeit mit der Amsterdam Sinfonietta, Kinderen voor Kinderen und der Theaterschool Amsterdam. Er arrangierte auch für Henrik Schwarz & Metropole Orkest (Scripted Orkestra, 2018). Bei seinen Kompositionen geht er häufig von Samples aus.
Zwischen 2019 und 2021 war Wybenga Artist in Residence im Bimhuis mit dem Auftrag, den Sound von Amsterdam im 21. Jahrhundert zu entdecken. Zusammen mit dem Orchester AM.OK (mittlerweile Brainteaser Orchestra), das er 2016 gründete, veröffentlichte er zwei Alben mit seinen Kompositionen, Live @ BIMHUIS (2020) und das Studioalbum Brainteaser (2021). Brainteaser wurde von der überregionalen niederländischen Zeitung NRC Handelsblad gelobt: „Entspannt, aber akkurat, schickt Wybenga sein vierzehnköpfiges AM.OK in seinem frischen, lebendigen Future Jazz stets zu einem anderen Klangbild.“

## Preise und Auszeichnungen
Wybenga erhielt 2018 den niederländischen Rogier van Otterloo-Preis. 2022 wurde sein Album Brainteaser als „Debüt-Album des Jahres international“ mit dem Deutschen Jazzpreis ausgezeichnet.